# Maria Wola
Maria Wola (ukr. Марія-Воля) – wieś na Ukrainie na terenie rejonu włodzimierskiego w obwodzie wołyńskim, liczy 84 mieszkańców. W 1943 r. ukraińscy nacjonaliści dokonali tu zbrodni na zamieszkujących wieś Polakach.